# Marc Wilmots
Marc Robert Wilmots (Dongelberg, 22 februari 1969) is een Belgisch voetbaltrainer en voormalig profvoetballer. In 2024 was hij sportief directeur van de Duitse traditieclub Schalke 04, waar hij als speler glorietijden beleefde met het winnen van de Europese UEFA beker in 1997 en de Duitse landsbeker in 2002.

## Loopbaan als speler

### STVV
Wilmots begon met voetballen bij CS Jodoigne, een club uit de provincie Waals-Brabant. In 1985 verhuisde de spits naar tweedeklasser Sint-Truiden VV. Onder trainer Eric Vanlessen kreeg hij zijn eerste speelkansen. Een jaar later nam Guy Mangelschots het roer over. Hij maakte van Wilmots een vaste waarde en loodste 'de kanaries' naar de hoogste afdeling. De Waalse aanvaller werd dat seizoen met 22 doelpunten topschutter.
Ook in de eerste klasse werd Wilmots een titularis. De kopsterke spits stond bekend om zijn atletisch vermogen en hard schot. In het seizoen 1987/88 scoorde hij negen goals. Sint-Truiden werd dat seizoen elfde in het algemeen klassement.
Tijdens zijn periode bij STVV leerde Wilmots zijn latere echtgenote Katrien, dochter van voorzitter Guy Lambeets, kennen. In 1996 huwde het koppel.

### KV Mechelen
Na vier seizoenen bij STVV versierde Wilmots een transfer naar het KV Mechelen van trainer Aad de Mos. Mechelen had zonet de Europacup II veroverd. Wilmots ging bij de Maneblussers de concurrentie aan met onder anderen de Nederlanders Piet den Boer en Johnny Bosman. In zijn eerste seizoen moest hij tevreden zijn met een rol als invaller. Mechelen pakte dat jaar de landstitel en de UEFA Super Cup.
Na het vertrek van Den Boer naar Girondins de Bordeaux en De Mos naar RSC Anderlecht werd Wilmots ook bij Mechelen een vaste waarde. Eerst met Bosman aan zijn zijde, later met Francis Severeyns. In 1991 werd Wilmots met Mechelen vicekampioen. De club verloor dat jaar de bekerfinale.

### Standard Luik
Na de verloren bekerfinale tegen Club Brugge ruilde de aanvaller Mechelen in voor Standard Luik, waar hij een ploegmaat werd van onder andere Michaël Goossens, Regis Genaux, Philippe Léonard en Gilbert Bodart. Wilmots groeide onder trainer Arie Haan uit tot een van de sterkhouders van het team. Vooral in het seizoen 1992/93 toonde hij zich trefzeker. In een wedstrijd tegen KAA Gent scoorde hij vier keer in amper tien minuten. Wilmots loodste Standard in 1993 naar bekerwinst tegen Sporting Charleroi en werd met 'de rouches' ook vicekampioen. In het referendum van de Gouden Schoen werd hij dat jaar negende.
Na een overgangsjaar waarin Haan aan de deur gezet werd, trok het bestuur Robert Waseige aan als nieuwe coach. Hij werd met Standard opnieuw vicekampioen. Wilmots werd door de aanwezigheid van de Australische topschutter Aurelio Vidmar een rij naar achter geschoven. Na het vertrek van Vidmar werd hij opnieuw in de aanval geposteerd.

### Schalke 04
Omdat Wilmots' stijl als wroeter paste bij het Duitse voetbal was het geen verrassing dat hij in 1996 naar het FC Schalke 04 van coach Huub Stevens trok. In het Ruhrgebied werd hij in geen tijd een publiekslieveling. Omwille van zijn strijdvaardigheid kreeg hij in Duitsland de bijnaam "Das Kampfschwein" (letterlijke vertaling: "het strijdvarken"). In zijn eerste seizoen bereikte hij met het team uit Gelsenkirchen de finale van de UEFA Cup. Het was de laatste finale die beslist werd over twee wedstrijden. In de heenpartij tegen Internazionale zorgde Wilmots na 70 minuten voor het enige doelpunt. Nadat de terugwedstrijd in Italië ook op 1-0 eindigde, kwamen er uiteindelijk strafschoppen. Wilmots, die bij Schalke als aanvallende middenvelder werd uitgespeeld, trapte de beslissende penalty binnen. Tot 2012, toen Thibaut Courtois de Europa League won, was hij de laatste Belg die een Europese trofee in de wacht sleepte. In de jaren die volgden, werd Wilmots bij Schalke verenigd met landgenoten Michaël Goossens, Émile Mpenza en Nico Van Kerckhoven.

### Bordeaux
Na het EK 2000 deed Girondins de Bordeaux een bod op Wilmots. De toen 31-jarige Wilmots, die nochtans een mondelinge overeenkomst had met Schalke-manager Rudi Assauer om zijn contract te verlengen bij de Duitse club, ondertekende in 2000 een contract voor vier seizoenen bij Bordeaux voor een bedrag van 100 miljoen BEF (zo'n €2,5 miljoen). Hij werd er binnengehaald als opvolger van spelverdeler Johan Micoud. In het team van trainer Elie Baup werd de Belg een ploeggenoot van onder meer Pedro Pauleta, Christophe Dugarry en Alain Roche. Bordeaux werd vierde in de Franse Ligue 1 en bereikte in de UEFA Cup de 1/8 finale. In de eerste ronde van de UEFA Cup schakelde Wilmots, die in Frankrijk vooral op de rechterflank speelde, Lierse uit. Wilmots werd bij Bordeaux echter niet op zijn beste positie uitgespeeld.

### Terugkeer naar Schalke 04
Wilmots had het niet naar zijn zin in Bordeaux en kon al gauw rekenen op de interesse van zijn ex-club Standard, Derby County, Tottenham en Glasgow Rangers. Maar door een zware enkelblessure haakten verscheidene clubs af. Schalke 04, dat in Wilmots' afwezigheid bekerwinnaar en vicekampioen was geworden, toonde wel nog interesse in Das Kampfschwein. Op het trouwfeest van gewezen ploegmaat Youri Mulder zat hij samen met manager Rudi Assauer en trainer Huub Stevens. Een dag later werd zijn transfer naar Schalke afgerond. De Duitsers betaalden 63 miljoen BEF (€1,6 miljoen) voor de Belg. Wilmots kreeg zijn vroegere rugnummer 24 en vond in Gelsenkirchen, naast Émile Mpenza en Nico Van Kerckhoven, ook Sven Vermant terug. Onder Stevens kreeg hij een centrale rol aan de zijde van Andreas Möller. In 2002 pakte de Belgische middenvelder zijn tweede trofee met Schalke. De club veroverde voor de tweede keer op rij de beker, ditmaal na een doelpuntenrijke finale tegen Bayer Leverkusen.

## Statistieken
| Seizoen | Club            | Land               | Competitie    | Competitie | Competitie |
| Seizoen | Club            | Land               | Competitie    | Wed.       | Dlp.       |
| ------- | --------------- | ------------------ | ------------- | ---------- | ---------- |
| 1985/86 | Sint-Truiden VV | Vlag van België    | Tweede klasse | 5          | 1          |
| 1986/87 | Sint-Truiden VV | Vlag van België    | Tweede klasse | 30         | 22         |
| 1987/88 | Sint-Truiden VV | Vlag van België    | Eerste klasse | 30         | 9          |
| 1988/89 | KV Mechelen     | Vlag van België    | Eerste klasse | 30         | 4          |
| 1989/90 | KV Mechelen     | Vlag van België    | Eerste klasse | 25         | 10         |
| 1990/91 | KV Mechelen     | Vlag van België    | Eerste klasse | 32         | 8          |
| 1991/92 | Standard Luik   | Vlag van België    | Eerste klasse | 33         | 10         |
| 1992/93 | Standard Luik   | Vlag van België    | Eerste klasse | 25         | 22         |
| 1993/94 | Standard Luik   | Vlag van België    | Eerste klasse | 28         | 11         |
| 1994/95 | Standard Luik   | Vlag van België    | Eerste klasse | 24         | 10         |
| 1995/96 | Standard Luik   | Vlag van België    | Eerste klasse | 26         | 14         |
| 1996/97 | Schalke 04      | Vlag van Duitsland | Bundesliga    | 29         | 6          |
| 1997/98 | Schalke 04      | Vlag van Duitsland | Bundesliga    | 31         | 7          |
| 1998/99 | Schalke 04      | Vlag van Duitsland | Bundesliga    | 12         | 1          |
| 1999/00 | Schalke 04      | Vlag van Duitsland | Bundesliga    | 32         | 7          |
| 2000/01 | Gir. Bordeaux   | Vlag van Frankrijk | Ligue 1       | 30         | 8          |
| 2001/02 | Schalke 04      | Vlag van Duitsland | Bundesliga    | 24         | 6          |
| 2002/03 | Schalke 04      | Vlag van Duitsland | Bundesliga    | 10         | 0          |
| Totaal  | Totaal          | Totaal             | Totaal        | 456        | 156        |

## International
Wilmots werd in 1990 voor de eerste keer geselecteerd voor de nationale ploeg. De aanvaller van KV Mechelen mocht op 26 mei in de eerste interland van Guy Thys' tweede termijn als bondscoach in de basis starten tegen Roemenië. Ook Lorenzo Staelens maakte toen zijn debuut. Beide spelers werden aan de rust vervangen. Wilmots mocht niet veel later ook mee naar het WK 1990 in Italië. Hij was bankzitter en kwam op het toernooi niet aan spelen toe.
Op 25 maart 1992 scoorde hij zijn eerste goal voor de Rode Duivels. België nam het in een vriendschappelijk duel op tegen Frankrijk. Wilmots mocht aan de rust invallen en bracht België een minuut later op een 2-3-voorsprong. Het werd uiteindelijk nog 3-3.
Bondscoach Paul Van Himst selecteerde de toenmalig aanvaller van Standard ook voor het WK 1994 in de Verenigde Staten. Hij moest opnieuw tevreden zijn met een rol als invaller. Enkel in de groepsfase, toen België al zeker was van de volgende ronde maar er nog groepswinst op het spel stond, mocht Wilmots meespelen tegen Saoedi-Arabië. België verloor met 0-1, greep naast groepswinst en vloog er een ronde later uit tegen Duitsland. Kort erna weigerde Wilmots, na een conflict met bondscoach Van Himst, nog uit te komen voor de nationale ploeg. Pas na het ontslag van Van Himst stelde hij zich terug beschikbaar.
Eind jaren 90 werd Wilmots een van de sterkhouders van de nationale ploeg. Onder bondscoach Georges Leekens kreeg hij een belangrijke rol. Wilmots, een natuurlijke leider op en naast het veld, werd de aanjager van het team. Hij speelde in steun van de spitsen en verzette veel werk op het middenveld. Op het WK 1998 bestond er veel discussie over wie er aan de zijde van Wilmots zou spelen. Leekens moest kiezen tussen Enzo Scifo en Franky Van der Elst, een keuze die binnen het team voor tweedracht zorgde. In de tweede wedstrijd van de groepsfase scoorde Wilmots twee keer tegen Mexico. Hij bracht België 2-0 voor, maar de Mexicanen kwamen uiteindelijk nog op gelijke hoogte. De Rode Duivels speelden in totaal drie keer gelijk en haalden de tweede ronde niet.
In 2000 nam Wilmots voor het eerst deel aan het EK. België en Nederland waren als gastland geplaatst. Ook onder bondscoach Robert Waseige was Wilmots een vaste waarde. België won in de openingswedstrijd van het toernooi met 2-1 van Zweden, maar verloor vervolgens van zowel Italië als Turkije met 2-0.
Twee jaar later trokken Wilmots, inmiddels aanvoerder, en de overige Rode Duivels naar het WK in Japan en Zuid-Korea. In de aanloop van het WK klopte België regerend wereldkampioen Frankrijk met 1-2, na een late goal van Wilmots. Het WK zelf verliep minder vlot. De Belgische pers zette zich af tegen de bondscoach en ook binnen het team heerste er onenigheid. Wilmots koos openlijk de kant van bondscoach Waseige. Ondanks de rumoerige sfeer rond de spelersgroep speelden de Duivels in de openingswedstrijd van het toernooi gelijk tegen gastland Japan. Wilmots opende de score via een omhaal. Ook in het volgende duel, tegen Tunesië, opende hij de score. De wedstrijd eindigde opnieuw op een gelijkspel, waardoor België moest winnen van Rusland. Kapitein Wilmots scoorde voor de derde keer op rij en loodste zijn team naar een 3-2 zege. Samen met Romelu Lukaku is hij tot op heden met vijf doelpunten WK-topschutter aller tijden voor België.
In de 1/8 finale van het toernooi stond België tegenover Brazilië. De Zuid-Amerikanen waren topfavoriet, maar België was niet onder de indruk. Wilmots kopte de bal na 35 minuten tegen de netten, maar de Jamaicaanse scheidsrechter Peter Prendergast keurde het doelpunt af voor een lichte duwfout van de Belgische aanvoerder op centrumverdediger Roque Júnior. De Duivels begrepen de beslissing niet. België verloor het duel uiteindelijk met 2-0. Wilmots verklaarde achteraf aan de pers dat de scheidsrechter tijdens de rust zijn fout had toegegeven en zijn excuses had aangeboden. Prendergast diende een klacht in tegen Wilmots, maar kreeg geen gehoor bij de FIFA.

Als ik de fase nu opnieuw analyseer dan word ik gek. Ik besef dan dat ik toen niet mocht scoren. Op dat moment weet ik: het is voorbij. We mogen niet doorgaan.

Na het WK zette Wilmots een punt achter zijn interlandcarrière. Hij kwam in totaal 70 keer in actie voor de Rode Duivels en was goed voor 28 doelpunten.

### Interlands
| Interlands van Marc Wilmots voor België | Interlands van Marc Wilmots voor België | Interlands van Marc Wilmots voor België | Interlands van Marc Wilmots voor België | Interlands van Marc Wilmots voor België | Interlands van Marc Wilmots voor België |
| №                                       | Datum                                   | Wedstrijd                               | Uitslag                                 | Competitie                              | Goals                                   |
| --------------------------------------- | --------------------------------------- | --------------------------------------- | --------------------------------------- | --------------------------------------- | --------------------------------------- |
| 1                                       | 26 mei 1990                             | België – Roemenië                       | 2–2                                     | Oefeninterland                          |                                         |
| 2                                       | 02 juni 1990                            | België – Mexico                         | 3–0                                     | Oefeninterland                          |                                         |
| 3                                       | 12 september 1990                       | België – Duitse Democratische Republiek | 0–2                                     | Oefeninterland                          |                                         |
| 4                                       | 17 oktober 1990                         | Wales – België                          | 3–1                                     | EK-kwalificatie                         |                                         |
| 5                                       | 12 februari 1991                        | Italië – België                         | 0–0                                     | Oefeninterland                          |                                         |
| 6                                       | 27 februari 1991                        | België – Luxemburg                      | 3–0                                     | EK-kwalificatie                         |                                         |
| 7                                       | 27 maart 1991                           | België – Wales                          | 1–1                                     | EK-kwalificatie                         |                                         |
| 8                                       | 01 mei 1991                             | Duitsland – België                      | 1–0                                     | EK-kwalificatie                         |                                         |
| 9                                       | 09 oktober 1991                         | Hongarije – België                      | 0–2                                     | Oefeninterland                          |                                         |
| 10                                      | 20 november 1991                        | België – Duitsland                      | 0–1                                     | EK-kwalificatie                         |                                         |
| 11                                      | 26 februari 1992                        | Tunesië – België                        | 2–1                                     | Oefeninterland                          |                                         |
| 12                                      | 25 maart 1992                           | Frankrijk – België                      | 3–3                                     | Oefeninterland                          | Goal                                    |
| 13                                      | 22 april 1992                           | België – Cyprus                         | 1–0                                     | WK-kwalificatie                         | Goal                                    |
| 14                                      | 03 juni 1992                            | Faeröer – België                        | 0–3                                     | WK-kwalificatie                         | Goal · Goal                             |
| 15                                      | 02 september 1992                       | Tsjecho-Slowakije – België              | 1–2                                     | WK-kwalificatie                         |                                         |
| 16                                      | 14 oktober 1992                         | België – Roemenië                       | 1–0                                     | WK-kwalificatie                         |                                         |
| 17                                      | 18 november 1992                        | België – Wales                          | 2–0                                     | WK-kwalificatie                         |                                         |
| 18                                      | 22 mei 1993                             | België – Faeröer                        | 3–0                                     | WK-kwalificatie                         | Goal · Goal                             |
| 19                                      | 06 oktober 1993                         | België – Gabon                          | 2–1                                     | Oefeninterland                          | Goal · Goal                             |
| 20                                      | 13 oktober 1993                         | Roemenië – België                       | 2–1                                     | WK-kwalificatie                         |                                         |
| 21                                      | 16 februari 1994                        | Malta – België                          | 1–0                                     | Oefeninterland                          |                                         |
| 22                                      | 04 juni 1994                            | België – Zambia                         | 9–0                                     | Oefeninterland                          |                                         |
| 23                                      | 08 juni 1994                            | België – Hongarije                      | 3–1                                     | Oefeninterland                          |                                         |
| 24                                      | 29 juni 1994                            | België – Saoedi-Arabië                  | 0–1                                     | WK-eindronde                            |                                         |
| 25                                      | 14 december 1996                        | België – Nederland                      | 0–3                                     | WK-kwalificatie                         |                                         |
| 26                                      | 11 februari 1997                        | Noord-Ierland – België                  | 3–0                                     | Oefeninterland                          |                                         |
| 27                                      | 11 oktober 1997                         | België – Wales                          | 3–2                                     | WK-kwalificatie                         | Goal                                    |
| 28                                      | 29 oktober 1997                         | Ierland – België                        | 1–1                                     | WK-kwalificatie                         |                                         |
| 29                                      | 25 februari 1998                        | België – Verenigde Staten               | 2–0                                     | Oefeninterland                          |                                         |
| 30                                      | 25 maart 1998                           | België – Noorwegen                      | 2–2                                     | Oefeninterland                          | Goal                                    |
| 31                                      | 22 april 1998                           | België – Roemenië                       | 1–1                                     | Oefeninterland                          |                                         |
| 32                                      | 27 mei 1998                             | België – Frankrijk                      | 0–1                                     | King Hassan II Cup                      |                                         |
| 33                                      | 03 juni 1998                            | België – Colombia                       | 2–0                                     | Oefeninterland                          | Goal                                    |
| 34                                      | 06 juni 1998                            | België – Paraguay                       | 1–0                                     | Oefeninterland                          |                                         |
| 35                                      | 13 juni 1998                            | België – Nederland                      | 0–0                                     | WK-eindronde                            |                                         |
| 36                                      | 20 juni 1998                            | België – Mexico                         | 2–2                                     | WK-eindronde                            | Goal · Goal                             |
| 37                                      | 25 juni 1998                            | België – Zuid-Korea                     | 1–1                                     | WK-eindronde                            |                                         |
| 38                                      | 27 maart 1999                           | België – Bulgarije                      | 0–1                                     | Oefeninterland                          |                                         |
| 39                                      | 30 maart 1999                           | België – Egypte                         | 0–1                                     | Oefeninterland                          |                                         |
| 40                                      | 18 augustus 1999                        | België – Finland                        | 3–4                                     | Oefeninterland                          | Goal                                    |
| 41                                      | 04 september 1999                       | Nederland – België                      | 5–5                                     | Oefeninterland                          | Goal                                    |
| 42                                      | 10 oktober 1999                         | Engeland – België                       | 2–1                                     | Oefeninterland                          |                                         |
| 43                                      | 13 november 1999                        | Italië – België                         | 1–3                                     | Oefeninterland                          | Goal                                    |
| 44                                      | 23 februari 2000                        | België – Portugal                       | 1–1                                     | Oefeninterland                          |                                         |
| 45                                      | 29 maart 2000                           | België – Nederland                      | 2–2                                     | Oefeninterland                          |                                         |
| 46                                      | 03 juni 2000                            | Denemarken – België                     | 2–2                                     | Oefeninterland                          | Goal                                    |
| 47                                      | 10 juni 2000                            | België – Zweden                         | 2–1                                     | EK-eindronde                            |                                         |
| 48                                      | 14 juni 2000                            | België – Italië                         | 0–2                                     | EK-eindronde                            |                                         |
| 49                                      | 19 juni 2000                            | België – Turkije                        | 0–2                                     | EK-eindronde                            |                                         |
| 50                                      | 16 augustus 2000                        | Bulgarije – België                      | 1–3                                     | Oefeninterland                          |                                         |
| 51                                      | 02 september 2000                       | België – Kroatië                        | 0–0                                     | WK-kwalificatie                         |                                         |
| 52                                      | 07 oktober 2000                         | Letland – België                        | 0–4                                     | WK-kwalificatie                         | Goal                                    |
| 53                                      | 28 februari 2001                        | België – San Marino                     | 10–1                                    | WK-kwalificatie                         | Goal                                    |
| 54                                      | 24 maart 2001                           | Schotland – België                      | 2–2                                     | WK-kwalificatie                         | Goal                                    |
| 55                                      | 25 april 2001                           | Tsjechië – België                       | 1–1                                     | Oefeninterland                          |                                         |
| 56                                      | 02 juni 2001                            | België – Letland                        | 3–1                                     | WK-kwalificatie                         | Goal · Goal                             |
| 57                                      | 06 juni 2001                            | San Marino – België                     | 1–4                                     | WK-kwalificatie                         | Goal · Goal                             |
| 58                                      | 15 augustus 2001                        | Finland – België                        | 4–1                                     | Oefeninterland                          |                                         |
| 59                                      | 05 september 2001                       | België – Schotland                      | 2–0                                     | WK-kwalificatie                         |                                         |
| 60                                      | 06 oktober 2001                         | Kroatië – België                        | 1–0                                     | WK-kwalificatie                         |                                         |
| 61                                      | 14 november 2001                        | Tsjechië – België                       | 0–1                                     | WK-kwalificatie                         | Goal                                    |
| 62                                      | 13 februari 2002                        | België – Noorwegen                      | 1–0                                     | Oefeninterland                          |                                         |
| 63                                      | 17 april 2002                           | België – Slowakije                      | 1–1                                     | Oefeninterland                          |                                         |
| 64                                      | 14 mei 2002                             | België – Algerije                       | 0–0                                     | Oefeninterland                          |                                         |
| 65                                      | 18 mei 2002                             | Frankrijk – België                      | 1–2                                     | Oefeninterland                          | Goal                                    |
| 66                                      | 26 mei 2002                             | België – Costa Rica                     | 1–0                                     | Oefeninterland                          |                                         |
| 67                                      | 04 juni 2002                            | Japan – België                          | 2–2                                     | WK-eindronde                            | Goal                                    |
| 68                                      | 10 juni 2002                            | Tunesië – België                        | 1–1                                     | WK-eindronde                            | Goal                                    |
| 69                                      | 14 juni 2002                            | België – Rusland                        | 3–2                                     | WK-eindronde                            | Goal                                    |
| 70                                      | 17 juni 2002                            | Brazilië – België                       | 2–0                                     | WK-eindronde                            |                                         |

## Politieke carrière (wit konijn)
Aan het einde van zijn carrière combineerde Wilmots voetbal met politiek. Hij sloot zich aan bij de Mouvement Réformateur, de Waalse liberale partij. In 2003 werd hij verkozen tot lid van de Belgische Senaat met 109.555 voorkeurstemmen, het op één na beste voorkeurstemmenaantal van de MR-kandidaten voor de Senaat. Maar omdat Wilmots in voetbal actief bleef, kreeg hij regelmatig kritiek op zijn afwezigheid in de senaat. Toen hij in 2005 zijn ontslag wilde indienen, bleek dit, omdat er geen opvolgers meer beschikbaar waren, onmogelijk te zijn. Hij wilde vervolgens verzaken aan zijn salaris, maar dat wilde de senaat niet toestaan. In 2007 liep zijn mandaat van senator af en stelde hij zich niet meer herkiesbaar.

## Loopbaan als trainer

### Schalke 04 en STVV
Wilmots deed in 2003 zijn eerste ervaring als trainer op. Gedurende enkele maanden kreeg hij de leiding over het eerste elftal van Schalke 04. Nadien stortte hij zich even op een politieke carrière, maar in 2004 werd hij opnieuw trainer. Wilmots werd bij zijn ex-club Sint-Truiden aangenomen als hoofdcoach en sportief manager. Voorzitter Roland Duchâtelet zette hem in maart 2005 aan de deur.
Wilmots werkte daarna enkele jaren als spelersmakelaar. Toen toenmalig Belgisch bondscoach René Vandereycken in 2007 na teleurstellende resultaten op de korrel werd genomen, werden onder meer Wilmots, Jean-François De Sart en Michel Preud'homme genoemd als mogelijke opvolgers. Toen Vandereycken uiteindelijk aanbleef, werd Wilmots genoemd als assistent-bondscoach. Die functie ging naar Frank Vercauteren.

### Rode Duivels
Toen Dick Advocaat in oktober 2009 bondscoach werd van het Belgisch voetbalelftal, informeerde de Nederlander bij Wilmots en Marc Degryse of ze interesse hadden in de functie van assistent-trainer. Degryse, met wie Advocaat van 1996 tot 1998 had samengewerkt bij PSV Eindhoven, bedankte. Wilmots daarentegen hapte toe. De gewezen aanvoerder van de nationale ploeg zag echter hoe Advocaat in april 2010 vertrok. De KBVB haalde vervolgens Georges Leekens terug als bondscoach. Wilmots bleef assistent-trainer. Leekens en Wilmots slaagden er niet in om de Rode Duivels naar Euro 2012 te loodsen.
Leekens stapte in mei 2012 op. Hij verruilde de nationale ploeg voor Club Brugge. Wilmots werd gepromoveerd tot bondscoach ad interim en op 6 juni tot bondscoach. Hij tekende een eerste contract tot en met het WK 2014. Dit werd na plaatsing hiervoor verlengd tot en met het WK 2018. Wilmots ging in juli 2012 ook op vrijwillige basis aan de slag als jeugdtrainer bij RCS Visé.
Wilmots plaatste zich met België ook voor het EK 2016. Hierop kwamen de ploeg en hij tot de kwartfinales, waarin het Wales van onder anderen Gareth Bale en Aaron Ramsey de Belgen met 3–1 versloeg. Na afloop van het toernooi ontbonden Wilmots en de KBVB op 15 juli 2016 zijn contract.

### Ivoorkust
In maart 2017 werd hij bondscoach van Ivoorkust. Hij trad aan als opvolger van Michel Dussuyer. De Fransman had in januari zijn contract ingeleverd nadat hij met Ivoorkust als titelverdediger al in de groepsfase werd uitgeschakeld van het toernooi om de Africa Cup. In de eerste interland onder leiding van Wilmots won Ivoorkust op 24 maart 2017 in een vriendschappelijke interland met 2-0 van Rusland door treffers van Jonathan Kodjia en Wilfried Zaha. Omdat Ivoorkust uitgeschakeld werd in de kwalificatie voor de wereldbeker in 2018, werd er in onderling overleg beslist om de samenwerking met Wilmots stop te zetten.

### Iran
In mei 2019 werd Wilmots aangesteld als bondscoach van Iran. Hij werd er de opvolger van Carlos Queiroz, die bijna acht jaar bondscoach was geweest van Iran en zich in die periode twee keer voor het WK had gekwalificeerd. Wilmots debuteerde op 6 juni 2019 met een 5-0-zege in een oefeninterland tegen Syrië. Wilmots stelde in die wedstrijd twee spelers op met een op dat moment heden of verleden in de Belgische competitie: Morteza Pouraliganji (KAS Eupen) en Ramin Rezaeian (ex-KV Oostende). Zijn grootste overwinning als bondscoach van Iran boekte Wilmots op 10 oktober 2019: Team Melli versloeg Cambodja met 14-0 in een WK-kwalificatiewedstrijd. Wat deze wedstrijd extra speciaal maakte, is dat er voor het eerst in meer dan 40 jaar vrouwen waren toegelaten in het Azadistadion.
Na de 14-0-zege tegen Cambodja verloor Iran in de WK-kwalificatiegroep echter zowel tegen Bahrein als tegen Irak. In november 2019 doken de eerste geruchten op dat Iran Wilmots wilde ontslaan. Wilmots had eerder die maand al openlijk overwogen om zijn contract te laten ontbinden vanwege achterstallige betalingen. De Iraanse voetbalbond riposteerde daarop dat zij Wilmots' loon al hadden uitbetaald, maar dat de betaling niet was aangekomen vanwege de internationale banksancties tegen Iran. Op 4 december 2019 kwam er effectief een einde aan zijn dienstverband bij Iran. In augustus 2020 veroordeelde de FIFA tot het betalen van een schadevergoeding van ruim zes miljoen euro aan Wilmots.

### Raja Casablanca
Op 11 november 2021 werd de intussen 52-jarige Wilmots de opvolger van de eerder in de week ontslagen hoofdtrainer Lassaad Chabbi bij de Marokkaanse eersteklasser Raja Casablanca. De club stond wel tweede in de competitie, maar had onder Chabbi slechts een van zijn laatste vier competitiewedstrijden gewonnen. Wilmots, die in Marokko een contract tot 2024 ondertekende (inclusief een ontslagvergoeding van 160.000 euro bruto), nam met Samir Beloufa (Royal Antwerp) en Luigi Pieroni (KAA Gent) twee assistenten uit de Belgische competitie mee. Ook Vital Borkelmans werd gevraagd, maar die bedankte.
Op 22 december 2021 verloor Wilmots met Raja Casablanca de CAF Super Cup van Al-Ahly. De regerend kampioen van de CAF Confederation Cup was na dertien minuten op voorsprong gekomen na een eigen doelpunt van Yasser Ibrahim, maar in de 90e minuut scoorde Taher Mohamed de gelijkmaker na een assist van Percy Tau. Al-Ahly won uiteindelijk na strafschoppen. Rond de jaarwisseling berichtten sommige Belgische media over een mogelijk ontslag van Wilmots, maar de oud-bondscoach bleef uiteindelijk aan.
Op 18 februari 2022 won Raja Casablanca zijn tweede groepswedstrijd in de CAF Champions League tegen het Algerijnse ES Sétif (0-1), nadat het eerder ook al zijn eerste groepswedstrijd had gewonnen tegen AmaZulu FC Durban. Desondanks werd Wilmots twee dagen later ontslagen. Raja Casablanca stond op dat moment nog altijd tweede in de competitie, maar de kloof met leider Wydad AC Casablanca was (mede door de 10 op 21 onder Wilmots in de competitie) inmiddels uitgegroeid tot acht punten. Wilmots verkondigde enkele dagen later dat zijn ontslag een politieke kwestie was.

### Schalke 04
Medio 2023 degradeerde de Duitse traditieclub Schalke 04 naar de tweede klasse. Het daaropvolgende seizoen geraakte de club alweer in degradatienood waardoor sportief directeur Peter Knäbel ontslagen werd. Op 4 januari 2024 werd Wilmots aangetrokken als zijn vervanger. Hij kreeg een contract tot eind 2026. Dat seizoen wist de financieel noodlijdende Duitse club zich amper te handhaven in de tweede klasse. Ook het seizoen daarop begon dramatisch met een vier op achttien. Zowel Wilmots als de Belgische hoofdtrainer Karel Geraerts werden de kinderen van de rekening. Beiden werden op 21 september 2024 ontslagen. 

### Carrièreverloop
- 26/03/2003–30/06/2003: Schalke 04
- 01/06/2004–21/03/2005: Sint-Truidense VV
- 01/10/2009–14/05/2012: Belgisch voetbalelftal (assistent-trainer)
- 15/05/2012–06/06/2012: Belgisch voetbalelftal (interim-bondscoach)
- 06/06/2012–15/07/2016: Belgisch voetbalelftal
- 21/03/2017–15/11/2017: Ivoriaans voetbalelftal
- 20/03/2019–04/12/2019: Iraans voetbalelftal
- 11/11/2021–20/02/2022: Raja Casablanca

## Erelijst
Als speler
 KV Mechelen
- European Cup Winners' Cup: 1987/88
- European Super Cup: 1988
- Trofee Jules Pappaert: 1990

 Standard Luik
- Beker van België: 1992/93

 Schalke 04
- UEFA Cup: 1996/97
- DFB-Pokal: 2001/02

 België
- FIFA Fair Play Trophy: FIFA WK 2002

Individueel als speler
- Jong voetballer van het jaar: 1989/90
- Belgische Gouden Schoen: 2001, 2002
- Nationale trofee voor sportverdienste: 2002
- Lifetime Achievement Award: 2002
- Vier optredens op een WK voetbal: 1990, 1994, 1998, 2002

Individueel als trainer
- Coach van het jaar: 2013, 2014
- Trofee Raymond Goethals: 2015
- Globe Soccer Awards Best Coach of the Year: 2015